# CSS Albemarle
CSS «Албемарл» (англ. Albemarle) — броненосный таран, построенный для Флота Конфедеративных Штатов Америки в 1862-1864. Участвовал в боевых действиях в одноименном заливе; продемонстрировал себя как один из самых эффективных боевых кораблей Конфедерации. 27 октября 1864 года, был потоплен на стоянке в результате ночной атаки минного катера. Поднят и отремонтирован северянами, однако в состав флота США не вводился и в 1867 был продан на лом. Корабль получил своё название в честь города Албемарл и залива Албемарл, которые, в свою очередь, были названы в честь Джорджа Монка, 1-го герцога Албемарла, одного из первых лордов-собственников колонии Каролина.

## История
Залив Албемарл-Саунд у побережья Северной Каролины играл важную роль в военных планах обеих сторон Гражданской Войны в Америке. Протянувшийся вдоль значительной части побережья штата мелководный залив, отделенный от океана песчаными косами, имел большое значение для каботажного судоходства. В феврале 1862, северяне заняли остров Роанок на входе в залив, тем самым установив контроль над этими водами, и использовали своё доминирование на море для успешных действий в восточной части штата. Южане отлично понимали, что присутствие флота северян в заливе Албемарл существенным образом осложняет их операции и подвергает Северную Каролину постоянной угрозе. Однако, не имея военного флота, конфедераты не могли рассчитывать на захват контроля над заливом.
16 апреля 1862 года, вскоре после исторической Битвы на Хэмптонском рейде, военно-морской департамент Конфедерации подписал соглашение с Гилбертом Элиотом из Элизабет-Сити (штат Северная Каролина); согласно контракту, Элиот обязался организовать строительство небольших броненосных канонерок для защиты прибрежных вод штата. Хотя конфедеративный флот в то время более склонялся к идее строительства крупных, мореходных броненосцев, было ясно, что крупные корабли будут испытывать сильные затруднения при действиях в мелких водах.
Так как контролируемая южанами часть Северной Каролины не имела ни верфей ни судоремонтных заводов, Элиот, при поддержке богатого плантатора Питера Смита, построил импровизированную судоверфь в верховьях реки Роанок. Место было выбрано с тем расчетом, чтобы туда не смогли пройти глубоко сидящие канонерские лодки северян. Работы велись под началом Элиота; Смит был суперинтендантом проекта.
Корабль, получивший название «Албемарл» был заложен в январе 1863 года — спустя более полугода после заказа. Дизайн его был разработан Элиотом, и просчитан Портером, инженером, руководившим перестройкой «Мерримака» в CSS Virginia. Строительство шло чрезвычайно медленно: Элиот не имел в своем распоряжении ни заводов, ни оборудованных мастерских, ни опытных рабочих, ни даже достаточного количества материалов. Чтобы обеспечить корабль броней, Элиот и его агенты были вынуждены скупать по всему штату железный лом. Все металлические детали корабля изготавливались кустарно в единственной наличной большой кузнице.
Северяне узнали от своих разведчиков о постройке броненосца. Военно-морской флот федералистов был обеспокоен возможной угрозой его присутствию в водах залива, и неоднократно предлагал армии совместную экспедицию с целью уничтожения "Албемарла" еще на стапеле. Однако, армейское командование считало что не имеет достаточных сил в Северной Каролине, и отказалось от подобных действий. Как оказалось в дальнейшем, это было крайне ошибочное решение.

## Конструкция
Сравнительно небольшой по размерам, «Албемарл» представлял собой важный эволюционный шаг в развитии броненосцев южан — переход от крупных, многопушечных кораблей, к небольшим, маневренным таранам, вооруженным одной или двумя крупнокалиберными пушками. Он был построен из дерева, и имел водоизмещение всего 376 тонн, при длине 48 метров, ширине 10,8 метра и осадке около 2,7 метров.
Основной проект «Албемарла» сохранял черты, присущие большинству броненосцев южан. Он имел низкий, почти не выдающийся над водой борт, и бронированный каземат в центре корпуса, в котором располагалась артиллерия. Однако, в отличие от предшествующих конфедеративных броненосцев, каземат «Албемарла» был не прямоугольным, а октагональным — что позволило существенно увеличить сектора обстрела орудий.

### Вооружение
Артиллерийское вооружение «Албемарла» состояло всего из двух 163-миллиметровых (6,4 дюйма) нарезных дульнозарядных орудий Брука. Одно орудие было установлено в передней части каземата, и одно в задней. Каждое орудие было установлено на вращающемся стержне, и могло вести огонь через пять орудийных портов: один в передней или задней стенке каземата (в зависимости от орудия), два в угловых стенках и два в боковых стенках. Тем самым были обеспечены более эффективные сектора обстрела, чем у предшествующих броненосцев.
Орудия Брука стреляли ядрами, разрывными бомбами, вязаной картечью, дробью, или специальными литыми цилиндрическими «болтами», которые предназначались в качестве бронебойных снарядов. В целом же артиллерия броненосца была слабой, и её значение в бою было в основном вспомогательным. Основным вооружением «Албемарла» считался установленный в носовой части массивный чугунный таран, предназначенный для пробивания корпуса неприятельских кораблей.

### Бронирование
Бронирование «Албемарла» было собрано из двух слоев железных плит, полученных путём проковки вручную старых железнодорожных рельсов. Каждый слой имел толщину 50 миллиметров; общая толщина бронирования составляла таким образом 100 миллиметров. Броня его, плохо прокованная, отличалась недостаточной прочностью, и чтобы увеличить снарядостойкость, стенки каземата были наклонены внутрь под углом в 30 градусов.

### Силовая установка
Паровые машины «Албемарла» не были судовыми двигателями, а являлись промышленными паровыми машинами, реквизированными с находившейся рядом лесопилки. Два расположенных горизонтально одноцилиндровых двигателя напрямую работали на два винта. Мощность машин не превышала 200 л.с., что ограничивало ход броненосца лишь четырьмя узлами.
На испытаниях «Албемарл» показал себя не лучшим образом из-за нехватки мощности машин и малой осадки. В конечном итоге выяснилось, что в не-боевой обстановке «Албемарл» лучше движется задним ходом, чем передним.

## Служба

### Сражение на реке Роанок 19 апреля 1864 года
После затянувшейся постройки, «Албемарл» вступил в состав флота Конфедерации 17 апреля 1864 года. В тот же день, он двинулся вниз по реке Роанок, намереваясь атаковать стоявшие в её устье федеральные корабли, и изгнать их или уничтожить. Эта операция была задумана с целью лишить позиции северян на берегах реки поддержки флота перед планирующейся атакой на Плимут.
Хотя федеральная армия установила в реке заграждения, вода стояла очень высоко и броненосец легко прошел над препятствиями. Батареи северян обстреливали «Албемарл», но броня защитила корабль от повреждений. Однако, навстречу ему двигались федеральные канонерские лодки USS Miami и USS Southfield. Обе они были 750-тонными колесными паровыми канонерками, вооруженными нарезными орудиями Пэррота и гладкоствольными орудиями Дальгрена. Готовясь сразиться с броненосцем, экипажи расположили канонерки параллельно друг другу и сцепили их вместе канатами и запасными мачтами; они рассчитывали зажать «Албемарл» между корпусами канонерок, и взять его на абордаж или расстрелять в упор.
Завидев идущие на него корабли северян, капитан «Албемарла», Джеймс В. Кук, решил, что они собираются таранить его, и отвернул в сторону, едва не вылетев на мели у южного берега реки. Канонерки проскочили мимо; воспользовавшись этим, Кук резко развернул броненосец, и таранил USS Southfield, пробив в его борту огромную дыру. USS Southfield немедленно начал тонуть, и возникла реальная возможность, что гибнущая канонерка утянет врага за собой на дно; таран «Албемарла» прочно застрял в корпусе канонерки, и из-за малой мощности машин, «Албемарл» никак не мог выдернуть его. К счастью для конфедератов, коснувшись дна, USS Southfield завалился на бок и в последний момент таран высвободился.
Пытаясь отомстить за гибель USS Southfield, USS Miami выстрелил в броненосец почти в упор из 229-мм орудия Дальгрена; однако выпущенная бомба отскочила от брони и разорвалась возле самого «Майами», убив командира северян, командора Фесслера. Экипаж «Майами» попытался взять «Албемарла» на абордаж, но эта попытка была отражена. Осознав своё бессилие против броненосца, «Майами» отступил в залив.

### Последствия
Отступление флота северян имело критическое значение для федеральной армии. Установив господство на реке, конфедераты перешли в наступление и захватили Плимут вместе с соседними фортами. «Албемарл» сыграл значительную роль, поддерживая своими орудиями действия конфедеративной армии, бомбардируя тылы федералистов и прикрывая переброску резервов вниз по реке.

### Сражение в заливе Албемарл 5 мая 1864
Пятого мая 1864 года, CSS «Албемарл» вышел в залив вместе с канонеркой CSS «Бомбшелл», прикрывая переход вниз по реке Роанок транспортного конвоя с конфедеративными войсками. В устье реки, конфедератов ожидали четыре корабля федерального флота: колесные канонерки USS «Майами», USS «Маттабесетт», USS «Сассакус» и USS «Вайлюсин». Три последние были крупными, 1200-тонными колесными пароходами. Федералы были твердо намерены на этот раз покончить с броненосцем; «Майами» была снабжена шестовыми минами, с помощью которых хотели взорвать броненосец.
«Албемарл», завидев противника, открыл огонь первым и через несколько минут добился двух попаданий в «Маттабесетт», после чего сделал попытку таранить. Однако, обладающая значительно большим ходом федеральная канонерка легко уклонилась от медлительного «Албемарла». Приблизившись, федеральные корабли кружили вокруг «Албемарла», обстреливая броненосец сосредоточенными залпами. Труба «Албемарла» была изрешечена, верхний слой брони измят и в нескольких местах пробит, и кормовое нарезное орудие повреждено осколками. Однако, броненосец сохранил боеспособность. Канонерке "Бомбшелл" повезло меньше, ибо она была легко выведена из строя северянами и принуждена к сдаче.
В разгар боя, «Сассакус» сделал попытку таранить «Албемарл», но ударив под неудачным углом лишь повредил собственный нос. Он жестоко пострадал от ответных выстрелов конфедератов, одним из которых пробило его котел. В течение почти десяти минут корабли стояли, сцепившись, в то время как механики «Сассакуса», тяжело обожженные паром, пытались привести канонерку в движение. Ценой самоотверженных усилий, «Сассакусу» удалось в итоге отцепиться от своего противника и отступить. «Майами» в это время пыталась сначала ударить «Албемарл» своей миной, а затем — запутать его винты канатами, но ему не удалось ни то ни другое. В конечном итоге, после почти трехчасового сражения, «Албемарл» сумел уйти и скрыться в реке.

### Минная атака 26 мая 1864 года
Присутствие «Албемарла» создавало постоянную угрозу позициям северян в Северной Каролине; однако, ввиду активных боевых действий на других участках акватории, командование американского флота не могло выделить броненосные корабли для его уничтожения. Вместо этого, было предложено попытаться уничтожить «Албемарл» не вступая с ним в бой, при помощи минного оружия.
Ночью 26 мая, лейтенант К. Болдуин с «Вайлюсина» с четырьмя добровольцами пробрался вверх по реке Роанок, намереваясь спустить по течению плавучие мины прямо на стоянку «Албемарла». Однако, план не увенчался успехом — конфедераты обнаружили диверсантов и открыли по ним огонь. Болдуину и его людям, тем не менее, удалось скрыться и вернуться к своим. После этого, попытки уничтожить броненосец были прерваны до осени 1864 года.

### Потопление «Албемарла»
Летом 1864 года, лейтенант Уильям Кушинг предложил командованию федерального флота свой план по уничтожению «Албемарла» ночной атакой паровых катеров, вооруженных шестовыми минами. План был одобрен командованием; так как специализированных миноносцев не имелось, Кушинг реквизировал два 9-метровых паровых баркаса, строившихся в Нью-Йорке для таможенной службы. На пути из Нью-Йорка в Норфолк, для переоснащения, один из баркасов затонул, но другой добрался в полной исправности.
Ночью с 27 на 28 октября 1864 года, Кушинг вместе с экипажем добровольцев направился вверх по реке. Его баркас был вооружен миной на четырехметровом шесте, подрываемой при помощи электрической батареи. Машина баркаса была специально перебрана с тем, чтобы производить возможно меньше шума, и не демаскировать ночную атаку.
В сопровождении небольшого бота с «Вайлюсина», минный катер поднимался вверх по реке Роанок. В русле реки, конфедераты установили передовой наблюдательный пост на торчащих из воды обломках USS «Саутфилд»; однако, оба катера миновали пост незамеченными и приблизились к стоянке «Албемарла».
Броненосец стоял у берега, окруженный защитным заграждением из плавающих бревен, скрепленных цепями. Когда катер Кушинга направился к «Албемарлу», конфедераты заметили его и подняли тревогу. Под ружейным обстрелом, Кушинг дал полный ход, и разогнавшийся баркас перекатился через бревна; опущенная в воду мина ткнулась в борт броненосца, и Кушинг замкнул контакты.
Взрыв пробил в борту «Албемарла» огромную дыру. Броненосец пошел ко дну практически мгновенно; буквально за секунду до взрыва, конфедераты успели навести на катер Кушинга носовое орудие, но сотрясение от взрыва сбило им прицел. Ударной волной, Кушинга и его людей сбросило в воду. Двое из них утонули, девятнадцать взяли в плен конфедераты, однако самому Кушингу удалось переплыть реку и укрыться в болотах. Конфедераты искали его, но найти не сумели: следующей ночью, Кушинг сумел украсть небольшой весельный ялик и, гребя руками, вернуться в расположение своих сил.

### Дальнейшая судьба
С потоплением «Албемарла», федеральный флот восстановил своё господство в водах залива Албемарл. Конфедераты сняли с затонувшего броненосца орудия и часть брони, но попытаться поднять корабль не успели; 29 октября, канонерки северян вернулись в реку, и, обойдя препятствия, выбили конфедератов из Плимута.
Затонувший на мелководье «Албемарл» был захвачен северянами после падения города. Федеральные инженеры подняли корабль со дна, и наскоро залатали его пробоину. Они планировали использовать корабль как броненосную плавучую батарею на случай попыток конфедератов контратаковать, но подобного случая не представилось.
Незадолго до окончания войны, федеральный флот отбуксировал «Албемарл» в Норфолк, для полноценного ремонта. Ремонт завершился 14 августа 1865 года; к этому времени, Гражданская Война давно закончилась, и спустя две недели корабль был помещен в резерв. Американский флот не считал нужным держать в своем составе тихоходные и немореходные трофейные броненосцы, и 15 октября 1867 года «Албемарл» был продан на лом. Одно из его орудий сохранено до наших дней.

## CSS «Albemarle» (реплика)
В 2002 году, для военно-морского музея в Плимуте группой энтузиастов была построена реплика корабля, в масштабе 3/8. Оснащенный собственными двигателями, новый CSS «Albemarle» участвует в ежегодных представлениях, посвященных временам Гражданской Войны.

## Оценка проекта
Несмотря на свои скромные размеры и характеристики, «Албемарл» получился вполне удачным кораблем. Небольшой по размерам, довольно маневренный — хотя и тихоходный — он оказался более приспособлен к специфике действий в мелких прибрежных водах и реках чем другие, более крупные броненосцы южан. Его карьера продемонстрировала эффективность корабля в пределах поставленной для него задачи.
Примечателен тот факт, что при всех сложностях, вставших на пути постройки броненосца, «Албемарл» не сталкивался с значимыми техническими проблемами; изготовленный в кустарных условиях, с броней, прокованной вручную, он был прочным и достаточно надежным. Значительную роль в этом сыграли его маленькие размеры, из-за чего корпус корабля не был перегружен. Броня его оказалась достаточно сильна, чтобы выдерживать попадания нарезных и гладкоствольных орудий в упор (хотя следует отметить, что по-настоящему тяжелые пушки — 279-мм и 380-мм орудия Дальгрена — против него не применялись).
Несомненно удачным оказалось применение восьмиугольного каземата, порты в угловых стенках которого позволили значительно увеличить сектора обстрела. Многие броненосцы Конфедерации, имевшие четырехугольные казематы, страдали от очень ограниченных секторов обстрела, в то время как «Албемарл» свободно маневрировал огнём. Наконец, «Албемарл» оказался весьма маневренным, что существенно облегчало его основную задачу - проведение таранных атак (хотя его низкая скорость и ограничивала его полезность при наличии пространства для маневра).
Успешный опыт «Албемарла» оказал существенное влияние на последующие дизайны броненосцев Конфедерации, окончательно подтвердив отход от не оправдавших себя крупных кораблей с мощным вооружением в пользу маленьких маневренных таранов.